# العقوبات الدولية خلال الغزو الروسي لأوكرانيا 2022
في أعقاب غزو روسيا لأوكرانيا في فبراير من عام 2022، فرضت الولايات المتحدة والاتحاد الأوروبي وبلدان أخرى، من بينها الصين، عقوبات على روسيا أو وسعتها بصورة كبيرة لتشمل فلاديمير بوتين وأعضاء آخرين في الحكومة، واستبعدت «مصارف روسية معينة» من جمعية الاتصالات المالية العالمية بين البنوك، الأمر الذي تسبب بأزمة مالية روسية في عام 2022 ومقاطعة دولية واسعة النطاق لروسيا وبيلاروسيا.

## العقوبات
بعد غزو روسيا لأوكرانيا في 24 فبراير من عام 2022، شاركت في العقوبات ضد روسيا دولتان لم تكونا في السابق طرفًا فيها، هما الصين وتايوان الدولة غير العضو في الأمم المتحدة. في 28 فبراير من عام 2022، أعلنت سنغافورة أنها ستفرض عقوبات مصرفية ضد روسيا بسبب غزوها لأوكرانيا، مما جعلها أول دولة في جنوب شرقي آسيا تفرض عقوبات على روسيا، وُصفت الخطوة من قبل جريدة جنوب الصين الصباحية بأنها «غير مسبوقة تقريبًا». اشتملت العقوبات أيضًا على مواد يمكن أن تستخدم كأسلحة ضد أوكرانيا، والأجهزة الإلكترونية أيضًا وأجهزة التكنولوجيا ومعدات شبيهة أخرى أُدرجت ضمن قائمة في بيان تفصيلي في 5 من شهر مارس.
في 28 فبراير 2022، مُنع البنك المركزي الروسي من الوصول إلى ما يزيد عن 400 مليار من احتياطي النقد الأجنبي المودع في الخارج، وفرض الاتحاد الأوروبي عقوبات على العديد من الأوليغارشيين والسياسيين الروس.
تحدث سيرغي أليكساشينكو، المعاون السابق لوزير الاقتصاد، عن أن: «ذلك قنبلة نووية اقتصادية النوع تُسقط على روسيا». في 1 مارس 2022، قال وزير الاقتصاد الفرنسي برونو لو ماير أن العدد الإجمالي للأصول الروسية التي جُمدت عبر العقوبات بلغت تريليون دولار.
أعلنت صربيا والمكسيك والبرازيل أنها لن تشارك في أي عقوبات اقتصادية ضد روسيا.
بدأت دول غربية ودول أخرى فرض عقوبات محدودة على روسيا مع اعترافها باستقلال الدونباس. ومع إعلان بدء الغزو في 24 فبراير، بدأ عدد كبير من الدول الأخرى بتطبيق العقوبات بهدف شل الاقتصاد الروسي. كانت العقوبات واسعة النطاق، إذ استهدفت شخصيات ومصارف وأعمالًا تجارية وتبادلات نقدية وحوالات مصرفية وصادرات وواردات.
ذكر فيصل إسلام من وكالة بي بي سي الإخبارية أن الإجراءات هذه كانت بعيدة عن أن تكون مجرد عقوبات عادية وأنه «من الأفضل رؤيتها كصيغة لحرب اقتصادية». كان الهدف من وراء العقوبات دفع روسيا للدخول في ركود اقتصادي كبير مع احتمال حدوث تضخم مفرط وتهافت على سحب الودائع من المصارف. أشار إسلام أن استهداف مصرف رئيسي ضمن مجموعة العشرين بهذه الطريقة لم يحدث سابقًا في أي يوم. سخر نائب رئيس مجلس الأمن في روسيا والرئيس الأسبق ديميتري ميدفيديف من العقوبات الأوروبية المفروضة على روسيا، بما في ذلك العقوبات التي استهدفت شخصيات، وعلق بأنها دليل على «عجز سياسي» ناجم عن انسحاب حلف شمال الأطلسي من أفغانستان. وهدد ميدفيديف بتأميم الأصول الأجنبية التي كانت تملكها شركات داخل روسيا.
في 27 يونيو 2023، فرضت الولايات المتحدة عقوبات على أربع شركات مرتبطة بمجموعة فاغنر الروسية. وزعم الاتجار غير المشروع للشركات والموارد الصناعية للتجارة العامة ومقرها دبي من خلال صفقات الذهب لتمويل مجموعة فاغنر. كما استهدف مكتب مراقبة الأصول الأجنبية التابع لوزارة الخزانة شركتين في جمهورية أفريقيا الوسطى وواحدة في روسيا. تمت معاقبة التجارة العامة للموارد الصناعية في دبي لمساعدتها إحدى الشركات الأفريقية الخاضعة للعقوبات، ديامفيل.
ومنذ فرض العقوبات على روسيا، أصبحت الإمارات بديلاً لها عن الغرب. على الرغم من كونها أكبر منتج للنفط، اشترت الإمارات النفط من موسكو لمدة عشرة أشهر من عام 2022. وسمحت الإمارات للأوليغارشيين الروس بإحضار يخوتهم الفاخرة وطائراتهم الخاصة وأصول أخرى إلى بلادهم، على الرغم من العقوبات التي فرضها الغرب والضغوط من قوى الدولة القديمة. حليفتها الولايات المتحدة. فتحت الإمارات أبوابها أمام الأثرياء الروس، الذين يستطيعون تحمل تكاليف مستوى المعيشة المرتفع. وسُمح لهم بالسفر مباشرة والانتقال إلى الإمارات العربية المتحدة، التي لم تفرض أي عقوبات على موسكو. وفي يونيو/حزيران 2022، طالب نشطاء وسياسيون بإدراج الإمارات في القائمة السوداء بسبب فشلها في فرض عقوبات على القلة الروسية. إلى جانب ذلك، أصبح تعزيز العلاقات بين الإمارات وروسيا سبباً في التنافر مع الولايات المتحدة. وكان فريق تحقيق من السلطات الأمريكية والبريطانية يستفسر أيضًا عما إذا كان شقيق محمد بن زايد، وهو أيضًا نائب رئيس الوزراء، قد ساعد القلة الروسية في التهرب من العقوبات.,,,
في 8 أغسطس 2023 ، فرضت بريطانيا عقوبات على عشرات الشركات والأفراد ، لمنع الإمدادات العسكرية الأجنبية لروسيا من أجل حرب أوكرانيا. واستهدفت العقوبات شركة الملاحة الجوية بدون طيار (الدرون) التي تتخذ من دبي مقرا لها ، والتي كانت تستخدم لتزويد روسيا بطائرات بدون طيار ومكونات الطائرات بدون طيار. وقال وزير الخارجية البريطاني جيمس كليفرلي: "لا يوجد مكان يختبئ فيه أولئك الذين يدعمون الآلة العسكرية الروسية."
واجهت الإمدادات الروسية عقوبات غربية، مما أدى إلى تعطيل طرق التصدير المعتادة. ودفع ذلك عمال المناجم الروس إلى البحث عن طرق مختلفة لبيع الذهب. وتولى التجار من دبي زمام الأمور، مما جعل الإمارات أكبر مستورد للذهب من روسيا في عام 2022. وكشفت قاعدة بيانات كومتريد التابعة للأمم المتحدة أن الإمارات استوردت 96.4 طنًا من الذهب من روسيا في ذلك العام. ويمثل هذا زيادة بأكثر من 15 مرة في واردات الإمارات من الذهب من موسكو على أساس سنوي.
كشف تقرير صادر عن شبكة مكافحة الجرائم المالية، استنادًا إلى بيانات قانون السرية المصرفية (BSA)، أن الشركات التي تتخذ من الإمارات العربية المتحدة مقراً لها، كانت تنتهك ضوابط التصدير الأمريكية التي تم تطبيقها بعد الغزو الروسي. تم التعرف على هذه الشركات الإماراتية بأنها تشتري سلعًا أمريكية حساسة نيابة عن المستخدمين النهائيين الروس. وكانت هذه الشبكة من الشركات الإماراتية تقوم بتوريد منتجات مثل الإلكترونيات ومكونات الكمبيوتر من الولايات المتحدة والصين وكوريا الجنوبية إلى روسيا. وحددت بيانات BSA أيضًا المعاملات المرسلة من روسيا إلى الإمارات العربية المتحدة بين يناير 2020 وأبريل 2023.
فرضت الولايات المتحدة عقوبات على شركة إماراتية، واستهدفت شركات من دول مختلفة لتزويدها بقطع غيار لصنع طائرات بدون طيار لروسيا. وفرضت وزارة التجارة الأمريكية عقوبات على 28 كيانا. وذكرت أن الشركة الإماراتية متورطة في أنشطة تتعارض مع الأمن القومي والسياسة الخارجية للولايات المتحدة.
أعلنت العلامات التجارية الفاخرة مثل كارتييه وتيفاني أنها لن تشتري الماس الروسي. ومع ذلك، كانت شركات الماس في روسيا تتهرب من العقوبات وتبيع للغرب من خلال وسطاء في بلدان ثالثة، وفي المقام الأول دبي. وتم الكشف عن خلط الماس الخام الروسي في طرود في دبي لإخفاء مصدره. ووصف بعض خبراء الماس دبي بأنها "مغسلة" لصناعة الماس. وبعد ذلك، يتم إرسال الماس الخام إلى مصقولين في بلدان أخرى كسلع "مختلطة"، وبالتالي منع اعتبار الماس "روسيًا".

### النفط
طرح السيناتور روجر مارشال مشروع قرار في 1 مارس 2022 يمنع استراد الولايات المتحدة للنفط الروسي، وقد نال القرار تأييد زعيم أقلية لجنة الطاقة والموارد الطبيعية من أعضاء مجلس الشيوخ في الحزب الجمهوري وسبعة جمهوريين آخرين. قبل يوم من ذلك أتت أولى التحركات من قبل أمة غربية لفرض حظر على استيراد البترول الروسي، التجارة الأربح لروسيا، من كندا. وتحدث الرئيس جاستين ترودو أن ذلك «يرسل رسالة قوية». في 8 مارس، أمر الرئيس جو بايدن بحظر واردات النفط والغاز والفحم من روسيا إلى الولايات المتحدة.

### النظام المصرفي
في خطاب ألقاه في 22 فبراير، أعلن الرئيس الأمريكي جو بايدن فرض قيود على أربعة مصارف روسية، بما فيها في إي بي، وأيضًا على مليارديريين روس مقربين من بوتين. وأعلن أيضًا رئيس الوزراء البريطاني بوريس جونسون أن أصول المصارف الروسية الكبرى ستجمد وأنها ستستبعد من النظام المالي البريطاني، وأن بعض رخص التصدير إلى روسيا ستوقف. وطرح جونسون أيضًا قيودًا على الودائع للمواطنين الروس في الحسابات المصرفية في المملكة المتحدة، وجمد أصول ما يزيد عن 100 شخصية وكيان إضافي.
وطالب وزراء الخارجية في دول البلطيق بعزل روسيا عن سويفت، وهي شبكة المراسلات العالمية للدفعات المالية الدولية. أبدت بعض الدول العضو في الاتحاد الأوروبي ترددًا قبل فعل ذلك، لأن الدائنين الأوروبيين كانوا يحوزون معظم ال30 مليار دولار تقريبًا في المصارف الأجنبية التي كانت مكشوفة لروسيا ولأن الصين كانت قد طورت نظامًا بديلًا لسويفت يدعى سيبس، إذ إن تحويل سويفت إلى سلاح سيوفر دافعًا أكبر لتطوير سيبس الذي سيضعف، بدوره، سويفت وأيضًا السيطرة الغربية على الاقتصاد العالمي. وكان من بين القادة الآخرين الذين طالبوا بمنع روسيا من الوصول إلى سويفت الرئيس التشيكي ميلوس زيمان ورئيس الوزراء البريطاني بوريس جونسون.
قاومت ألمانيا الدعوات إلى استبعاد روسيا من سويفت، مشيرة إلى الأثر الذي سيتركه ذلك على الدفعات المالية مقابل الغاز والنفط الروسيين. في 26 فبراير، أصدرت وزيرة الخارجية الألمانية أنالينا بايربوك ووزير الاقتصاد روبرت هابيك بيانًا مشتركًا يؤيد القيود الموجهة ضد روسيا واستبعادها من سويفت. بعد ذلك بساعات، أُعلن استبعاد مصارف روسية رئيسية من سويفت، ولو أنه ستبقى هناك صلات محدودة لضمان قدرة دائمة على الدفع مقابل شحنات الغاز. علاوة على ذلك، أُعلن بأن الغرب سيفرض عقوبات على المصرف المركزي الروسي، الذي يمتلك 630 مليار دولار من الاحتياطي الأجنبي، لمنعه من تسييل الأموال لموازنة آثار العقوبات.
في 26 فبراير، حد مصرفان حكوميان صينيان – المصرف الصناعي والتجاري الصيني، وهو أكبر مصرف في العالم، ومصرف الصين، وهو أكبر متداول للعملة في البلاد- من تمويلات شراء المواد الأولية الروسية، الأمر الذي سيحد من حصول روسيا على عملة أجنبية. في 28 فبراير، جمدت سويسرا عددًا من الأصول الروسية وانضمت إلى عقوبات الاتحاد الأوروبي. ووفقًا لإغناسيو كاسيس، رئيس الاتحاد السويسري، كان هذا قرارًا غير مسبوق إلا أنه كان متماشيًا مع حياد سويسرا. في اليوم نفسه، تبنت موناكو عقوبات وإجراءات اقتصادية لتجميد التمويلات مطابقة لتلك التي اتخذتها معظم الدول الأوروبية. أصبحت سنغافورة أول دولة جنوب شرق آسيوية تفرض عقوبات على روسية بفرض قيود على المصارف والتعاملات مع روسيا، ووُصفت الخطوة من قبل جريدة جنوب الصين الصباحية بأنها «غير مسبوقة تقريبًا». وأعلنت كوريا الجنوبية أنها ستشارك في استبعاد روسيا من سويفت، وأعلنت أيضًا أنها ستحظر استيراد المواد الاستراتيجية التي تغطيها المعاهدات «ال٤ الكبرى» التي تشكل كوريا جزءًا منها -مجموعة الموردين النوويين واتفاقية واسينار ومجموعة أستراليا ونظام تحكم تكنولوجيا القذائف- إضافة إلى ذلك، وضعت خطط لتشمل المستوردات المحظورة «قريبًا» 57 مادة غير استراتيجية، من بينها أشباه الموصلات وأجهزة تقانة المعلومات والحساسات والليزرات والمعدات البحرية ومعدات الفضاء الجوي.
في 28 فبراير، أعلنت اليابان أن مصرفها المركزي سينضم إلى العقوبات عبر فرض قيود على التعاملات مع مصرف روسيا المركزي، وسيفرض عقوبات على شخصيات ومنظمات بيلاروسية، من بينها الرئيس أليكساندر لوكاشينكو، نظرًا إلى «المشاركة الواضحة لبيلاروسيا» في غزو أوكرانيا. بحسب وول ستريت جورنال، استُبعدت إلى حد كبير من هذه الإجراءات الدفعات المالية مقابل الطاقة. مُنع المصرف المركزي الروسي من الوصول إلى ما يزيد عن 400 مليون دولار من الاحتياطي النقدي الأجنبي مودعة في الخارج. وقال المعاون الأسبق لوزير الاقتصاد الروسي، سيرغي أليكساشينكو: «ذلك قنبلة نووية اقتصادية النوع تُسقط على روسيا». وقال مسؤول الشؤون الخارجية في الاتحاد الأوروبي جوزيف باريل أن الأمم الغربية «لا تستطيع تجميد احتياطات المصرف المركزي الروسي في موسكو أو في الصين».
في 1 مارس، وافق المجلس العام الكبير في سان مارينو على أن تفرض حكومة البلاد عقوبات ضد روسيا، ورفض أن يكون لهذه الإجراءات محتوى عسكري. في اليوم نفسه، تحدث وزير الاقتصاد الفرنسي برونو لو ماير أن الأصول الروسية المجمدة عبر العقوبات كانت تبلغ 1 تريليون دولار. وأعلنت كوريا الجنوبية أنها ستوقف كافة تعاملاتها مع 7 مصارف روسية رئيسية ومع أفرعها، وتقييد شراء سندات الخزينة الروسية ووافق على «التنفيذ الفوري» لهذه الإجراءات والمشاركة في أي عقوبات اقتصادية إضافية يفرضها الاتحاد الأوروبي ضد روسيا.
مع فرض العقوبات والانتقادات التي طالتها لعلاقاتها بالأعمال التجارية الروسية، اختارت شركات عديدة الخروج من الأسواق الروسية أو البيلاروسية بشكل طوعي أو من أجل تجنب عقوبات مستقبلية محتملة. وعلقت فيزا وماستر كارد وأمريكان إكسبريس أعمالها مع المصارف الروسية بدءًا من 2 مارس. ومع العقوبات السويسرية ضد روسيا، أصدر مصرف كريديت سويس أوامر بإتلاف الوثائق التي تربط الأوليغارشيين الروس بقروض يخوت، في خطوة أدت إلى انتقادات واسعة.